# Rudolfingen
Koordinaten: 47° 38′ N, 8° 40′ O; CH1903: 692793 / 277368

Luftbild (1953)

Das Dorf Rudolfingen ist ein Ortsteil der politischen Gemeinde Trüllikon im Bezirk Andelfingen, dem Weinland des Kantons Zürich in der Schweiz. Seine Mundartnamen: Ruedelfinge, Ruedlefinge, Ruedifinge.
Rudolfingen hat ein Ortsbild von nationaler Bedeutung mit alten Riegelbauten. Dazu gehören etwa 40 Gebäude, darunter Kulturgüter und geschützte Objekte mit nationaler, kantonaler oder regionaler Bedeutung.

## Geographie
Das Dorf (424 m ü. M.) liegt am südlichen Abhang des Cholfirstes im Zürcher Weinland. Die Gemeinde Trüllikon umfasst auch  die beiden Ortsteile Trüllikon und Wildensbuch. Im Norden grenzt Rudolfingen an Wildensbuch, im Osten an Trüllikon, im Süden an Oerlingen (Gemeinde Kleinandelfingen) und im Westen an die Gemeindesitze Marthalen und Benken.
Rudolfingen ist heute noch eine geschlossene ackerbäuerliche Siedlung mit Weinbau in den Hanglagen und Ackerbau in der Ebene.

## Geschichte
Auf dem Schlossberg bei Rudolfingen sind Nachweise für eine neolithische Siedlung mit Grubenhäusern und eine Wallanlage aus der Bronzezeit (Beginn 1000 v. Chr.) vorhanden. Aus römischer Zeit sind Gutshöfe am Cholfirst nachgewiesen. Alemannen besiedelten die Region nach dem endgültigen Rückzug der Römer im Jahre 454.

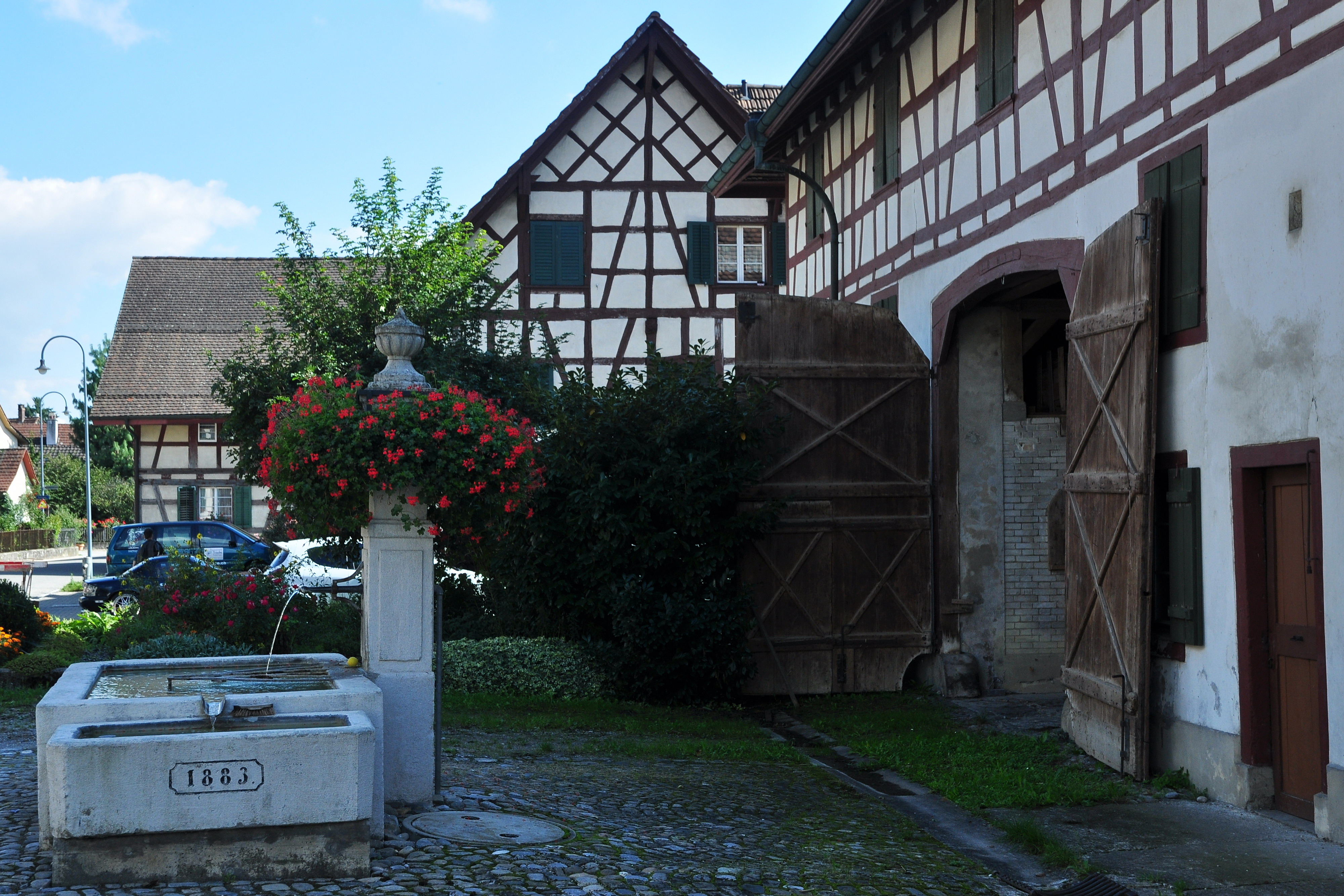
Herrschaftshaus, Doppelscheune und Brunnen von 1863

Durch eine Schenkung des alemannischen Edelmanns Wolvene werden die drei Orte der heutigen Gemeinde im Jahr 858 erstmals urkundlich erwähnt: das Kloster Rheinau erhielt Grundbesitz in Ruadolvinga, Trullinchiva und Willigisbuoh. Rudolfingen erhielt als Siedlung der Leute eines Rudolf seinen Namen. Rudolfingen wurde später an die Abtei Reichenau und dann an das Kloster St. Katharinental veräussert, während Trüllikon und Wildensbuch beim Kloster Rheinau verblieben. Rudolfingen bildete bis 1798 eine eigene, niedere Gerichtsherrschaft mit Dorfgericht aus den Dorfgenossen, nachdem diese bis ins frühe 15. Jahrhundert mit dem fünf Kilometer entfernten Basadingen bestand. Die hohe Gerichtsbarkeit lag bei der Landvogtei Kyburg, die zunehmend in die Gerichtsrechte des Klosters eingriff. Mit der Übernahme der Grafschaft im Jahr 1452 kamen die Rechte an die Stadt Zürich.
Kirchgenössig waren die Bewohner des Orts im Mittelalter nach Laufen und seit 1529 nach Trüllikon.
Rudolfingen gehörte bis 1798 zum Ausseramt der Landvogtei. Mit der Bildung politischer Gemeinden als ein Produkt der Helvetik kam die Gemeinde vom Distrikt Benken zum Bezirk Winterthur und 1831 zum Bezirk Andelfingen. Die drei Orte bildeten jeweils eine eigene Zivilgemeinde. Für Rudolfingen galt dies bis 2007, für die beiden andern Ortsteile bis zur Abschaffung durch die neue Kantonsverfassung im Jahre 2010.

## Bevölkerung
| Bevölkerungsentwicklung | Bevölkerungsentwicklung | Bevölkerungsentwicklung | Bevölkerungsentwicklung | Bevölkerungsentwicklung | Bevölkerungsentwicklung | Bevölkerungsentwicklung |
| ----------------------- | ----------------------- | ----------------------- | ----------------------- | ----------------------- | ----------------------- | ----------------------- |
| Jahr                    | 1467                    | 1689                    | 1801                    | 1880                    | 1950                    | 2000                    |
| Einwohner               | 75                      | 326                     | 284                     | 349                     | 316                     | 222                     |

## Ortsbild, Kulturgüter und Mozart-Stele

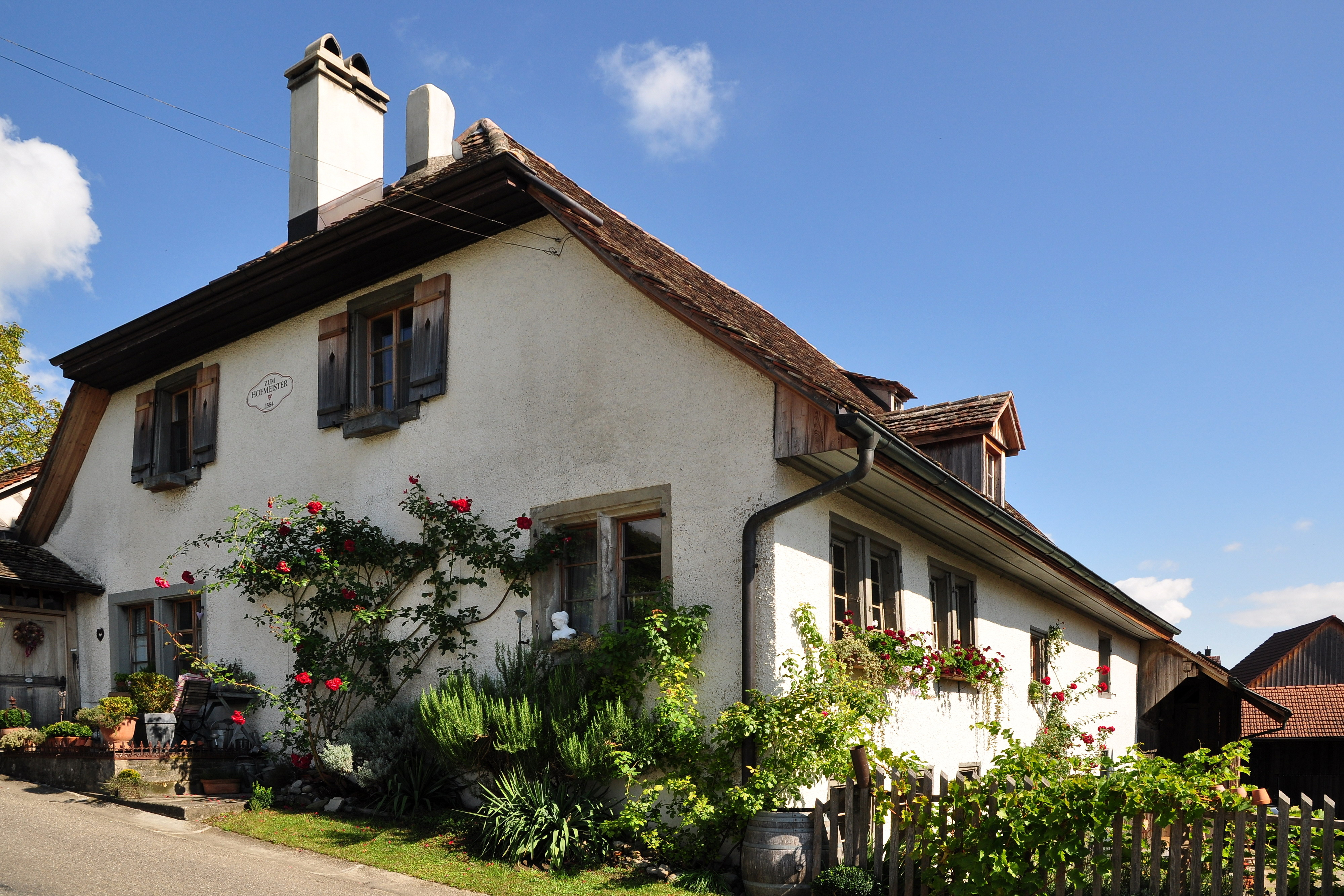
«Hofmeisterhaus»

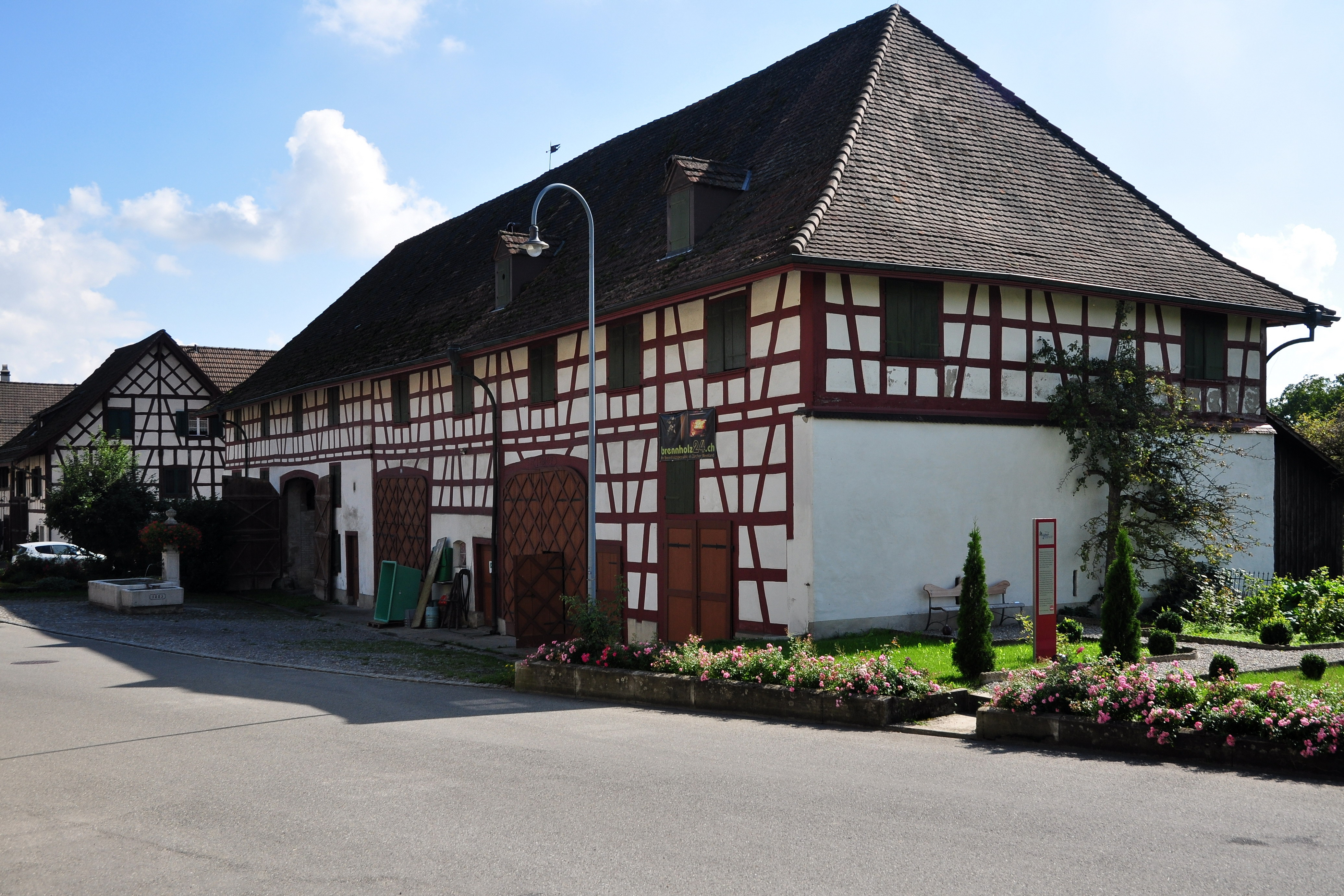
Herrschaftshaus und Doppelscheune

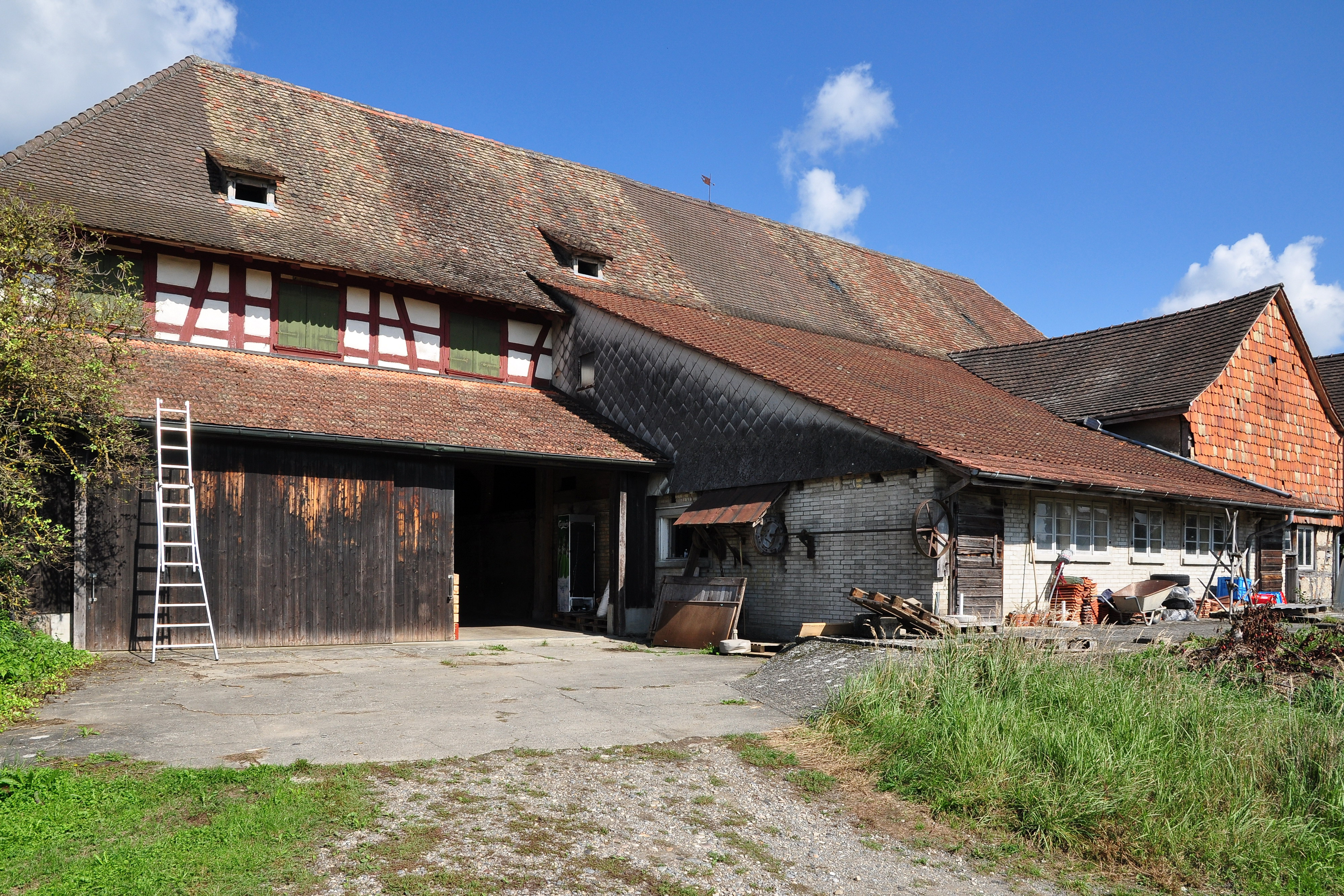
Doppelscheune und Nebengebäude

Rudolfingen hat ein schützenswertes Ortsbild von nationaler Bedeutung (verzeichnet im Bundesinventar ISOS).
Kulturgüter von nationaler Bedeutung (Kategorie A) im Schweizerischen Inventar sind das sogenannte Hofmeisterhaus von 1584 und das Herrschaftshaus des Landrichterguts Zuber von 1807. Die befestigte prähistorische Höhensiedlung auf dem Schlossberg gehört zum Kulturgut kantonaler Bedeutung (Kategorie B).
Weitere geschützte Objekte kantonaler Bedeutung (Kategorie B) sind:
- Doppelscheune, Nebengebäude und Keller des Landrichterguts Zuber[5]

Geschützte Objekte regionaler Bedeutung (Kategorie B) sind:
- Kloster- und Gerichtshaus (Dorfstrasse 13 & 15)[6]
- Weinbauernhaus, Trotte, Waschhaus (Dorfstrasse 19)[7]
- Zivilgemeindehaus (Dorfstrasse 26)[8] – Das Gmeindshüüsli wird für Veranstaltungen vermietet.

Geschützte Objekte lokaler Bedeutung (Kategorie C) sind:
- Bauernhäuser
- Weinbauernhäuser
- Kleinbauernhäuser
- Gasthaus Zur Traube
- Ökonomiegebäude
- Scheunen
- Stallscheune
- Stallgebäude
- Trottgebäude
- Waschhäuser

### «Mozartweg»
Nach einer dreieinhalbjährigen Reise durch Westeuropa durchquerte die Familie Mozart mit Nannerl und Wolfgang Amadeus die Schweiz. Ihre Fahrt in der eigenen Kutsche führte von Genf nach Zürich und dann über Winterthur und Rudolfingen nach Schaffhausen und Schleitheim. An den kurzen Aufenthalt erinnert seit dem 6. Juni 2009 ein Stele.

### Kürbisbeleuchtung

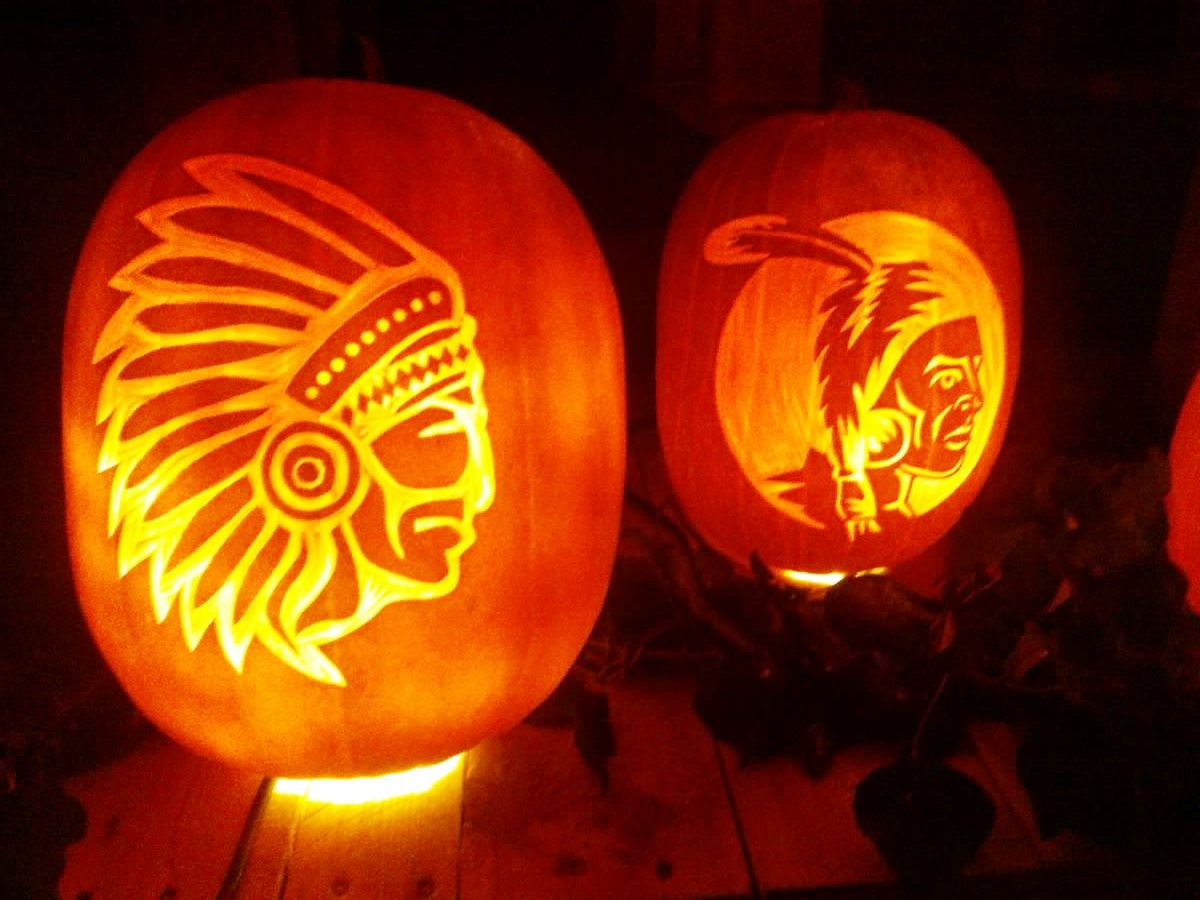
Chürbisliechter (2014)

Seit 1999 leuchten jeweils am ersten Freitag und Samstag im November weit über 1000 Kürbislichter im Ort. Etwa acht kleine Beizen, welche in Scheunen und Kellern hergerichtet werden, bieten verschiedene Kürbisgerichte an. Die Einnahmen von über 10'000 Besuchern helfen den Erhalt des Dorfladens zu sichern.

## Infrastruktur

### Verkehr
Individualverkehr: Die Autostrasse A4 wird im Nachbarort über den Anschluss Trüllikon erreicht. Die Städte Winterthur und Schaffhausen sind etwa 20 bzw. 15 Minuten entfernt.
Öffentlicher Verkehr: Eine Postautolinie verkehrt von 6 Uhr bis 20 Uhr im Halbstundentakt und ab 20 Uhr bis Betriebsschluss im Halbstundentakt. Seit dem 12. Dezember 2004 ist der Ort ans ZVV-Nachtnetz angeschlossen: in den Nächten Fr/Sa und Sa/So gibt es je eine Verbindung ab Schaffhausen und Winterthur nach Rudolfingen.

### Bildung
Schüler der Unter- und Mittelstufe besuchen die Primarschule in Trüllikon und in der Oberstufe die Sekundarschule in Marthalen oder ein Gymnasium in Winterthur.

## Vereine
- DorfLadenVerein Rudolfingen
- Fasnachtskomitee (FAKO) RTW
- Forum Pro Rudolfingen
- Frauenverein Rudolfingen
- Militärschützenverein Rudolfingen
- Trachtengruppe Rudolfingen-Wildensbuch
- Zürcher Landfrauen Vereinigung.[11]